# دييغو غاريدو
دييغو غاريدو (بالإسبانية: Diego Garrido García)‏ (20 يونيو 1984 بسانتاندير في إسبانيا - ) هو لاعب كرة قدم إسباني في مركز الدفاع. لعب مع راسينغ فيرول.

## وصلات خارجية
- دييغو غاريدو على موقع قاعدة بيانات كرة القدم.إي يو (الإنجليزية)
- دييغو غاريدو على موقع Soccerway.com (الإنجليزية)